# Volcanes del Campo de Cartagena

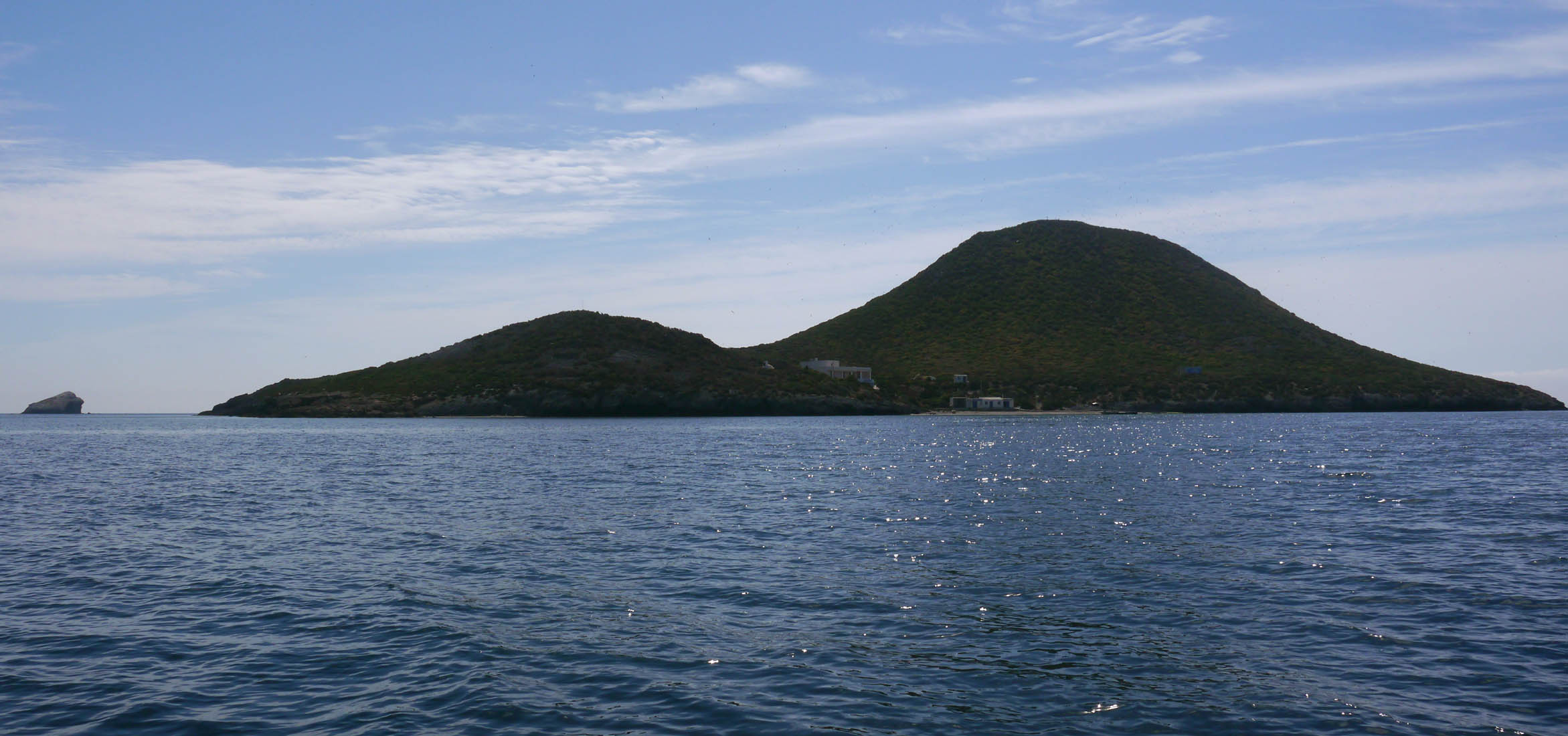
Isla Grosa.

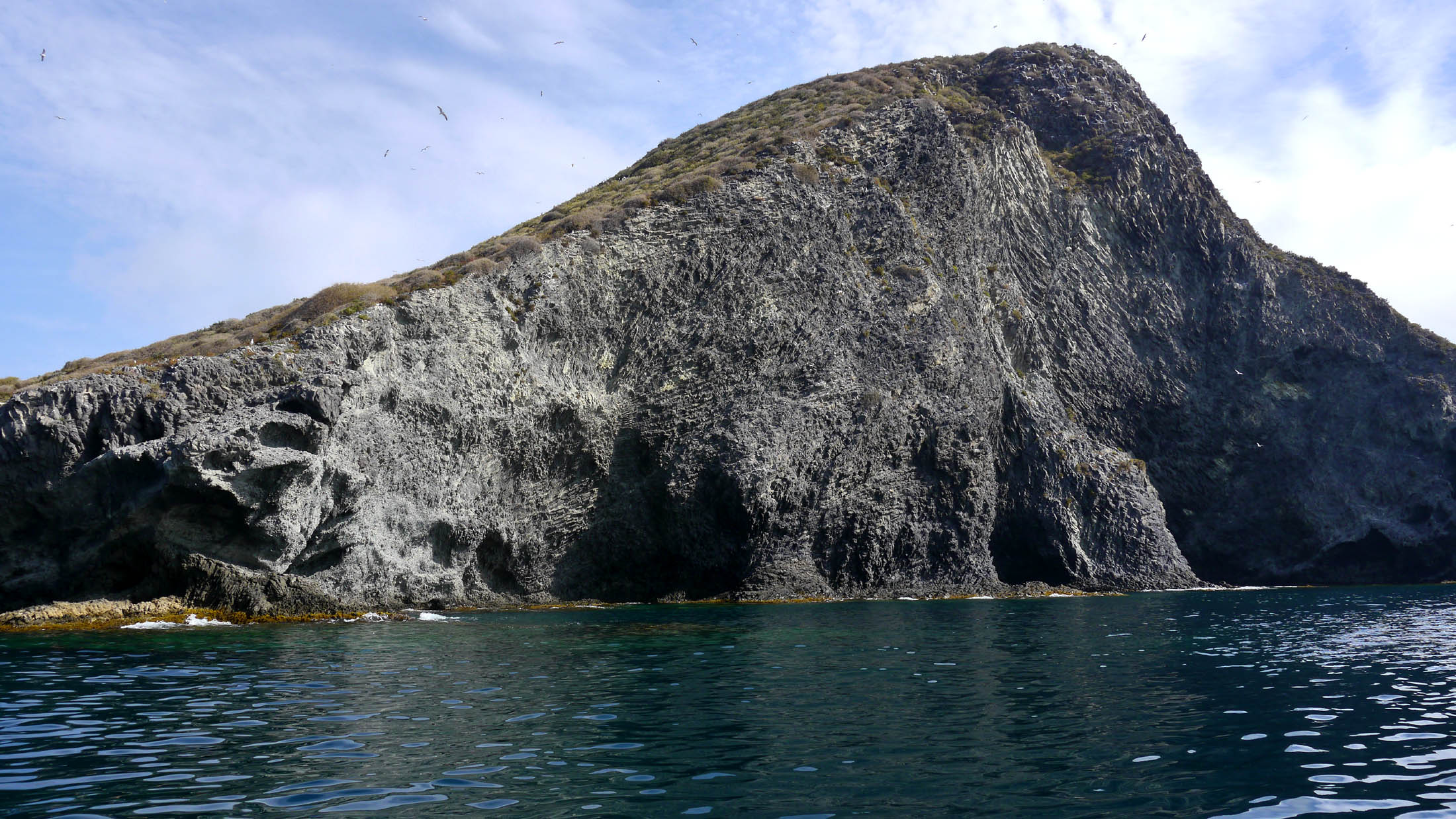
Disyunciones columnares visibles en los acantilados de Isla Grosa.

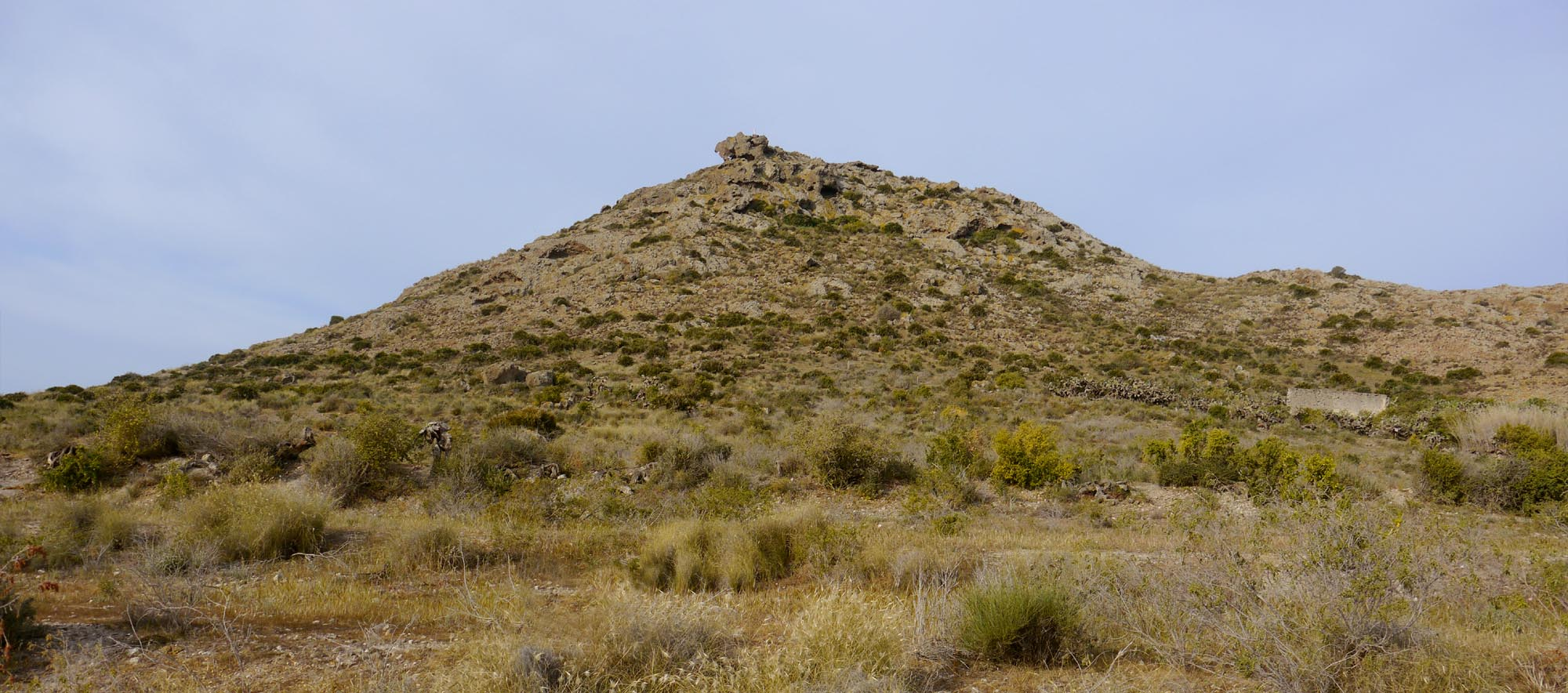
El Carmolí, vista general del cono volcánico.

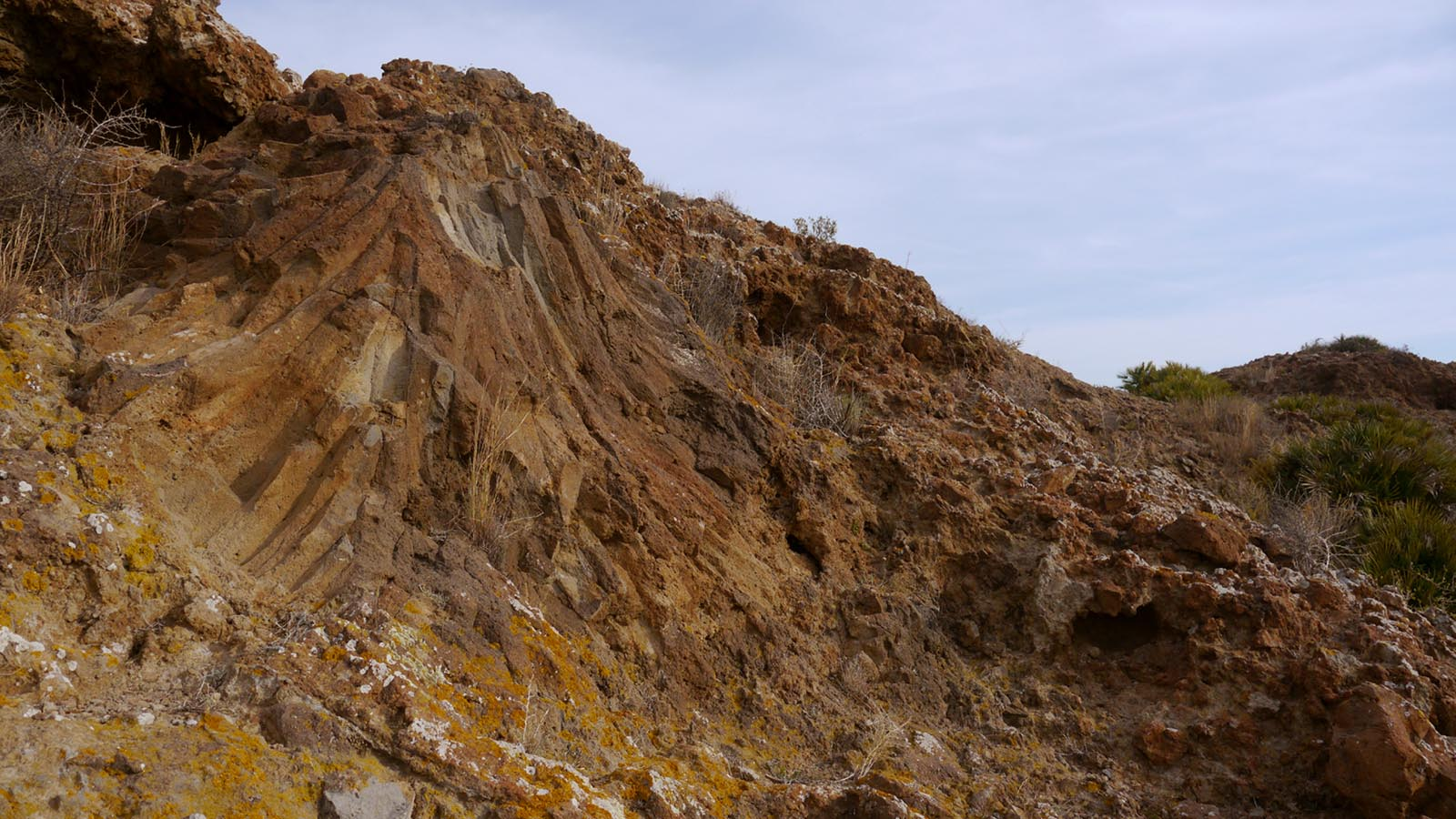
Disyunción columnar en El Carmolí producida por el ascenso y cristalización de la lava a través de las grietas.

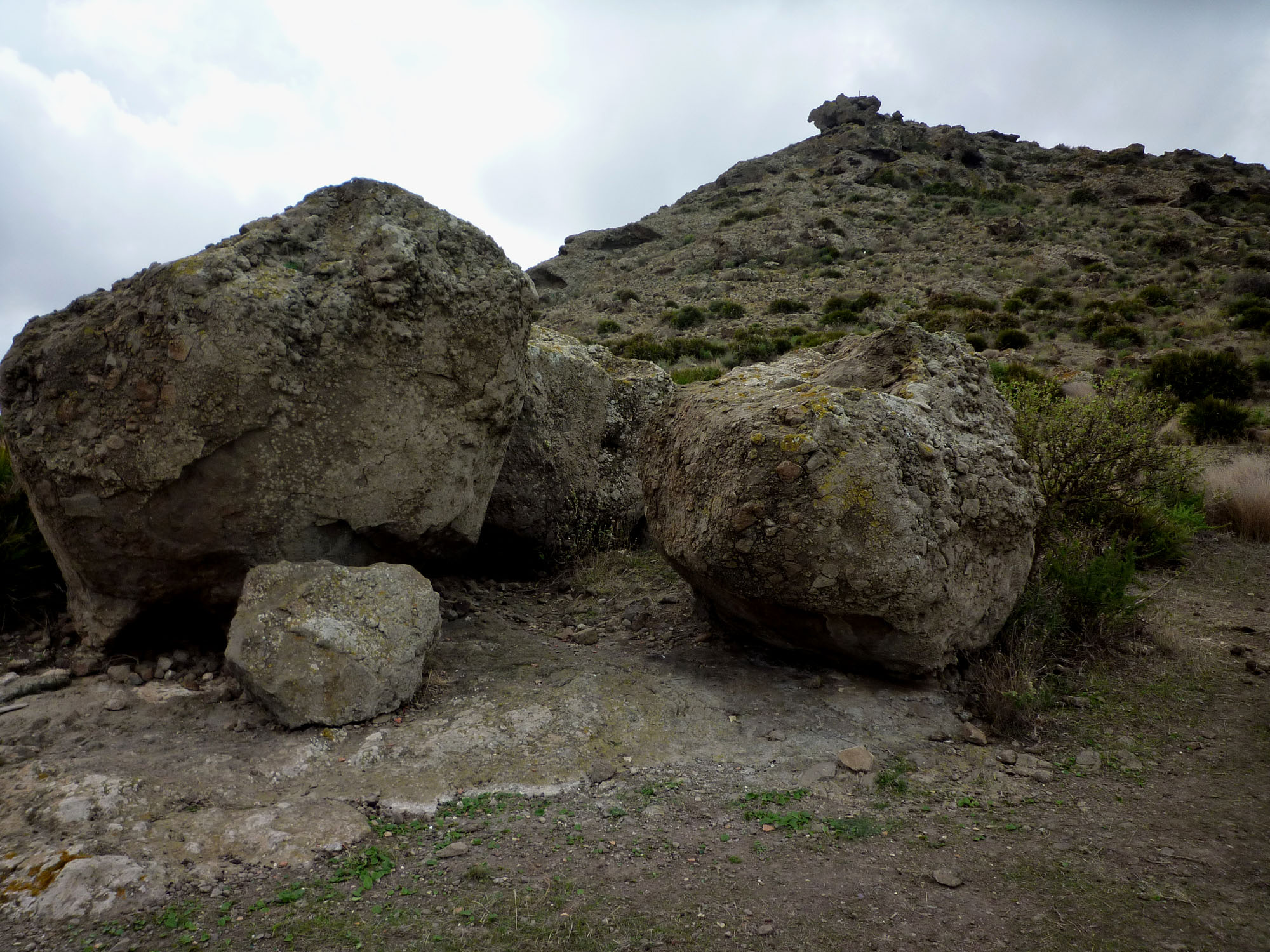
Bombas volcánicas sobre una ladera de El Carmolí.

El Campo de Cartagena, en la Región de Murcia (España), alberga uno de los episodios más recientes de vulcanismo de la península ibérica. Durante el mioceno superior, hace sólo unos 7 millones de años, se produjeron numerosas erupciones volcánicas en toda la zona, de las que son restos: las islas del Mar Menor, la Isla Grosa, El Carmolí o el Cabezo Beaza.

## Historia geológica
Los procesos volcánicos se produjeron por subducción de la placa africana bajo la placa euroasiática. Las erupciones fueron de tipo estromboliano aunque de escasa potencia formando pequeños estratovolcanes que, en la actualidad, se encuentran muy erosionados. Restos de estas erupciones son los flujos piroclásticos y coladas de lava que pueden observarse en el Cabezo Negro de Tallante. Asimismo, ejemplos de disyunciones columnares pueden verse en la Isla Grosa. Las mejores muestras de los procesos volcánicos del Campo de Cartagena se dan en el Cabezo del Carmolí donde pueden encontrarse ejemplos de  flujos piroclásticos, coladas de lava, disyunciones columnares y pequeños domos volcánicos.
Las primeras emisiones volcánicas se produjeron al este del Campo de Cartagena, durante el mioceno, hace entre 7,2 y 6,6 millones de años, con la emisión de andesitas calcoalcalinas-potásicas. Las erupciones más modernas se produjeron hace 2,6 millones de años, durante el pleistoceno, en el noroeste del Campo de Cartagena en la diputación de Tallante, con la emisión de basaltos alcalinos. Los últimos episodios volcánicos del Campo de Cartagena se produjeron hace tan sólo 1 millón de años en el Cabezo Negro de Tallante
Asociados a esta actividad volcánica se generaron potentes procesos hidrotermales en los que el agua procedente del interior de la tierra, con presencia de minerales disueltos y sometida a fuertes presiones y altas temperaturas, precipitó estos minerales en las fallas y cavidades de la sierra y dio lugar a los ricos filones de minerales metálicos, galena, blenda, pirita, calcopirita y magnetita de la Sierra minera de Cartagena-La Unión,.
Las andesitas volcánicas del Cabezo Beaza así como de otros volcanes fueron muy comúnmente utilizadas en la construcción de edificios durante la antigüedad en la ciudad de Cartagena. Así pueden verse estas andesitas en el anfiteatro romano o el monumento sepulcral de la Torre Ciega.

## Lista de los principales volcanes del Campo de Cartagena
En el interior del Mar Menor, aparecen cinco islas de origen volcánico:
- La Isla Mayor o del Barón, que es la más grande de la laguna con 93,8 hectáreas y 104 metros de altitud. Contiene un cono volcánico principal y dos más pequeños, todos muy erosionados.

- La Isla Perdiguera, la más visitada y tiene un tamaño de 25,8 hectáreas. Compuesta, como la Isla del Barón por dos conos volcánicos principales y un tercero menor unido a los anteriores por un tómbolo.

- La Isla del Ciervo, con 16,3 hectáreas, formada por dos conos volcánicos muy erosionados. Contiene numerosas comunidades vegetales de especies endémicas e iberoafricanas muy interesantes, por lo que ha sido propuesta como microrreserva botánica. Hasta no hace mucho tiempo estuvo unida a La Manga del Mar Menor por un camino artificial que recientemente ha sido eliminado, justamente para proteger la vegetación de la isla.[4]

- La Isla Rondella o Redonda, una de las más pequeñas, constituida por un solo cono volcánico.

- La Isla del Sujeto, con 2,4 hectáreas también es muy pequeña. Es la única isla que conserva un cráter más o menos apreciable.

En el Mar Mediterráneo, frente a La Manga del Mar Menor, se alza la Isla Grosa con un pequeño islote a su lado, también volcánico, El Farallón.
En tierra firme, en el Campo de Cartagena aparecen:
- El Carmolí. Restos de un antiguo volcán cuaternario extinguido.

- El Cabezo Beaza, el Cabezo de la Fraila y el Cabezo Ventura, junto al Polígono Industrial de Cartagena.

- Calnegre y Monteblanco en La Manga del Mar Menor.

- El Cabezo Negro, el Pico Cebolla y Los Pérez en Tallante.

- El Volcán Aljorra.

la Isla Grosa, la Isla del Barón y la Isla Perdiguera pertenecen al municipio de San Javier, el resto de los volcanes mencionados anteriormente pertenecen al municipio de Cartagena.

## Protección legal
La protección legal de este patrimonio geológico es muy diversa.
- El Carmolí más las cinco islas volcánicas del Mar Menor están protegidos dentro de los espacios abiertos e islas del Mar Menor, con la categoría de parque natural, ZEPA y LIC. A pesar de ello, parte de una de las laderas del El Carmolí ha sido urbanizada.

- la Isla Grosa y el islote del Farallón se encuentran protegidos dentro del espacio denominado Islas e Islotes del Litoral Mediterráneo de la Región de Murcia con la categoría de Parque natural y ZEPA.[5]

- El Cabezo Negro de Tallante, el volcán Aljorra y el Cabezo de la Fraila han sido denominados como Lugares de Importancia Geológica en el nuevo Plan General de Ordenación Urbana (PGOU) de Cartagena.

- Los restantes afloramientos volcánicos carecen de protección específica. Algunos aparecen en el PGOU como espacios verdes o con la calificación genérica suelo no urbanizable (Cabezo Beaza, Cabezo Ventura), mientras que otros directamente son suelo urbano (Monte Blanco y Calnegre en La Manga) y se ha construido sobre sus laderas.

## Galería fotográfica

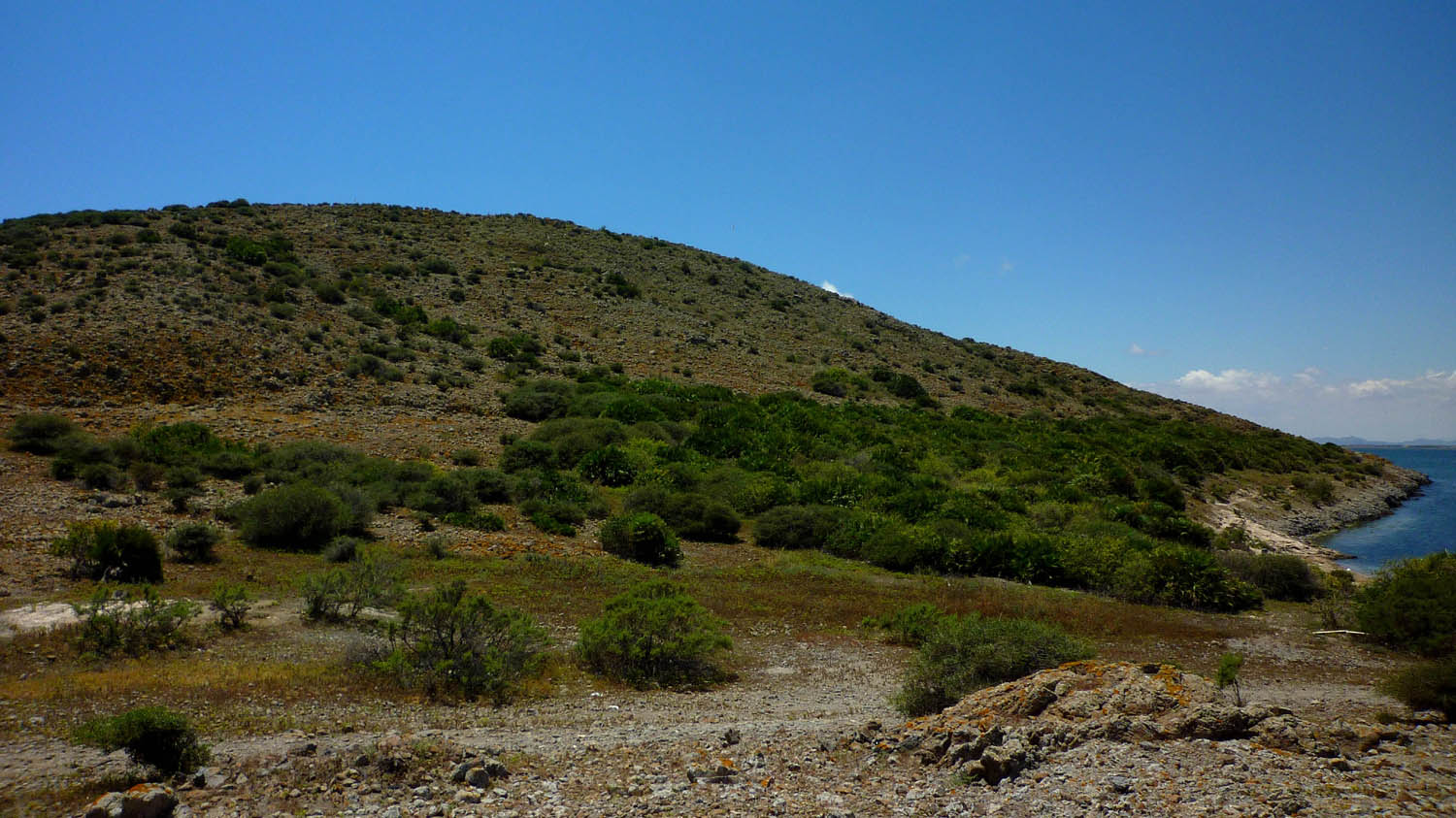
La isla del Ciervo.
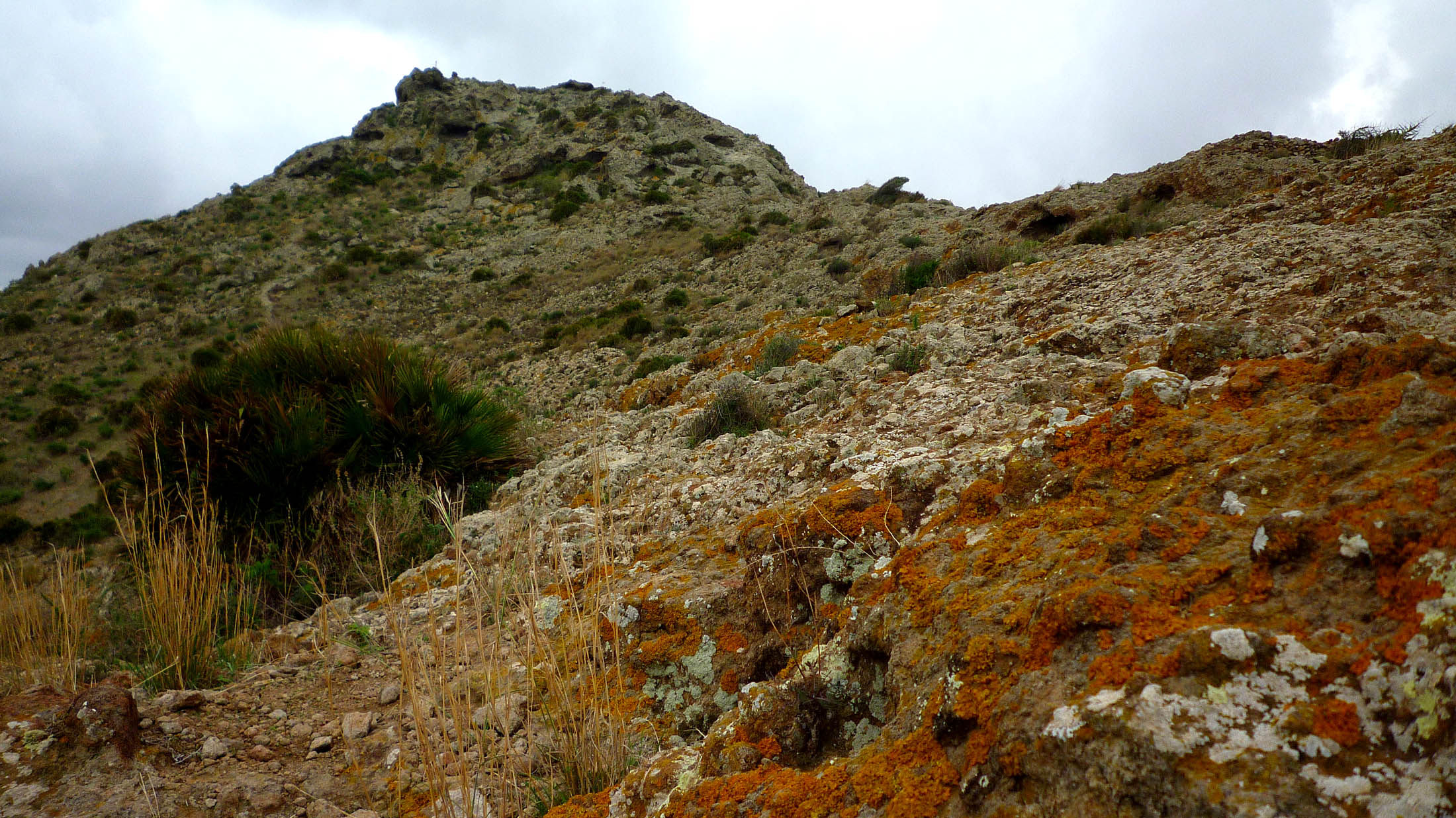
malpaís en El Carmolí.
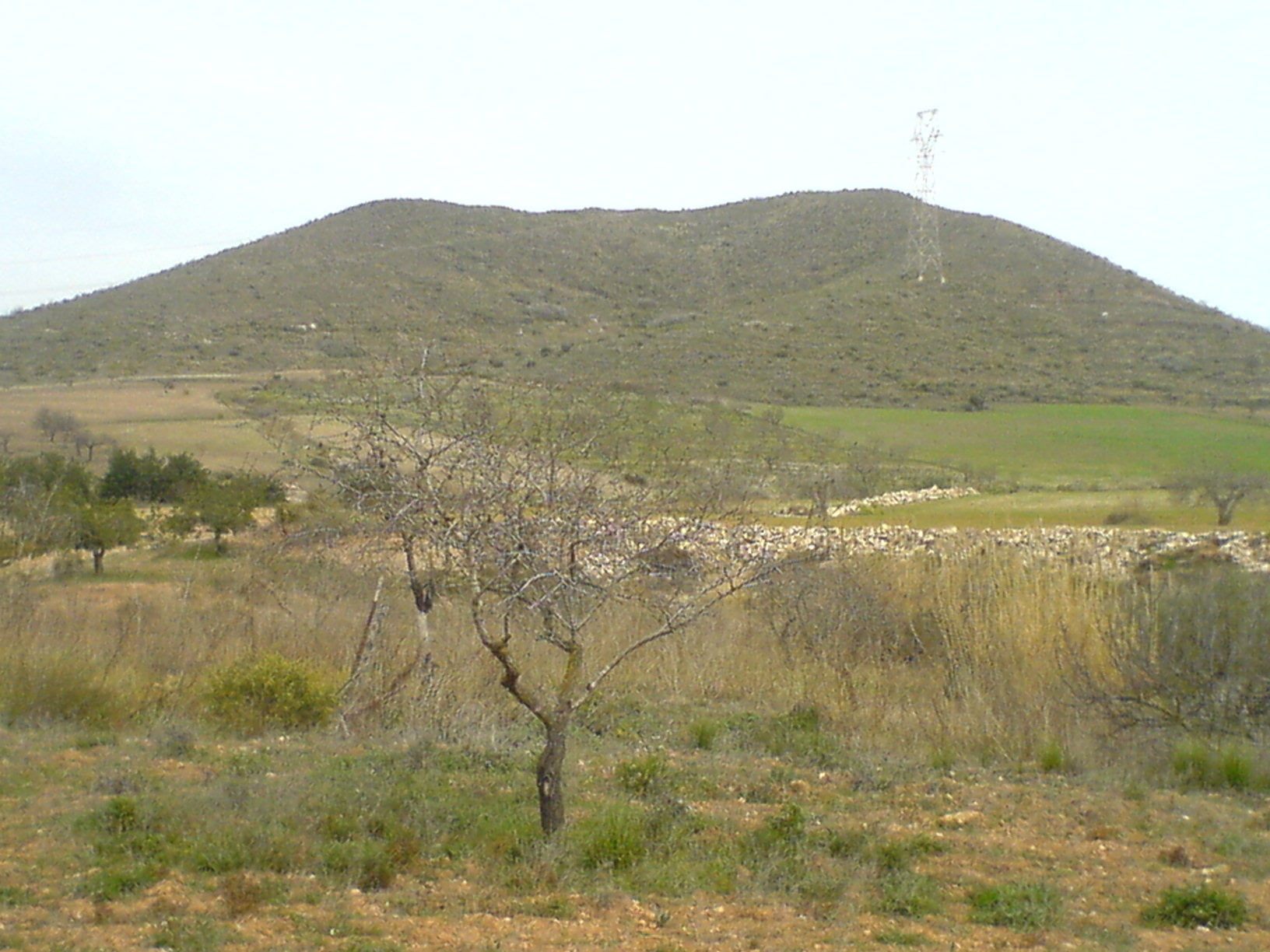
Cabezo Negro de Tallante.
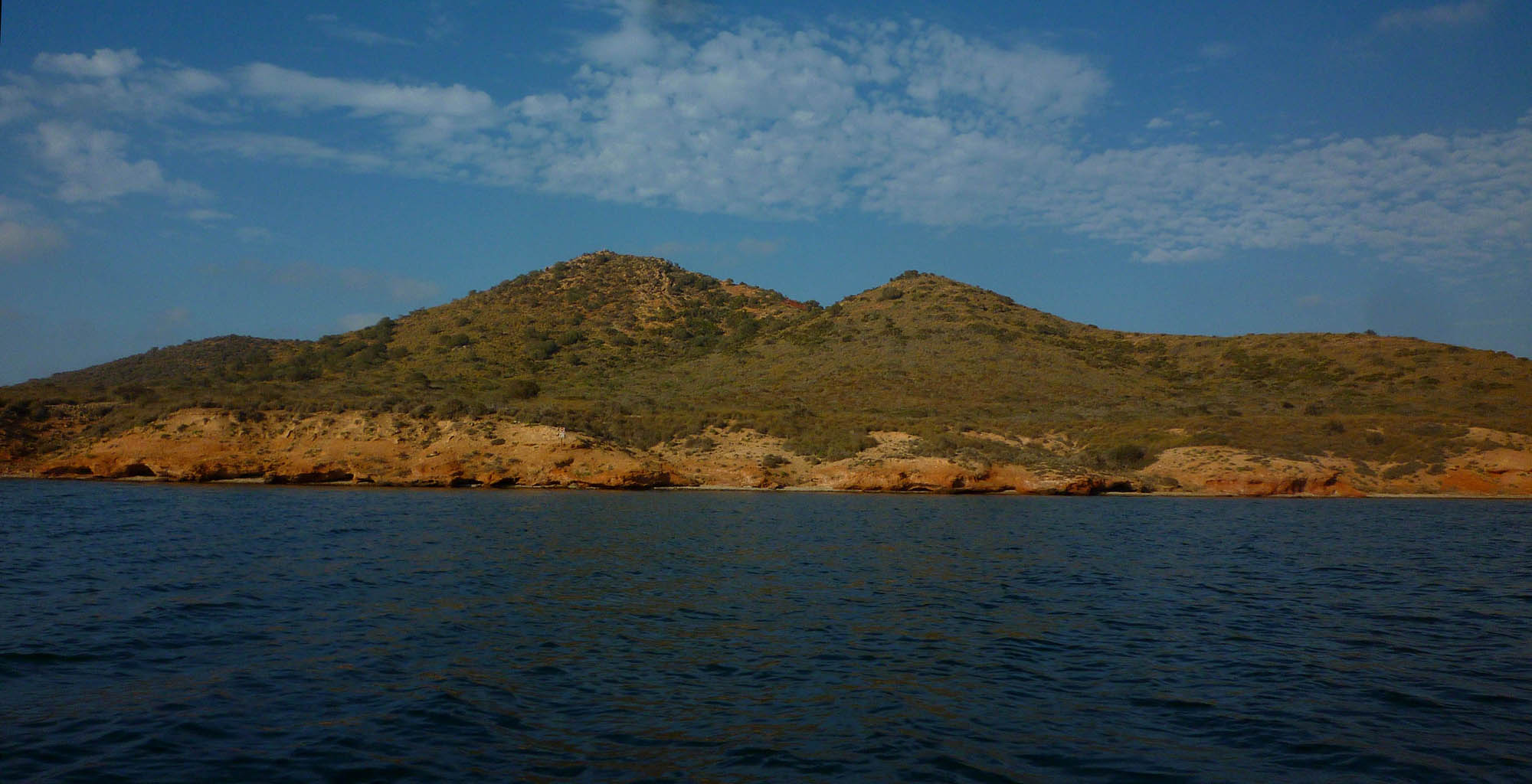
Isla del Barón en el centro del Mar Menor..
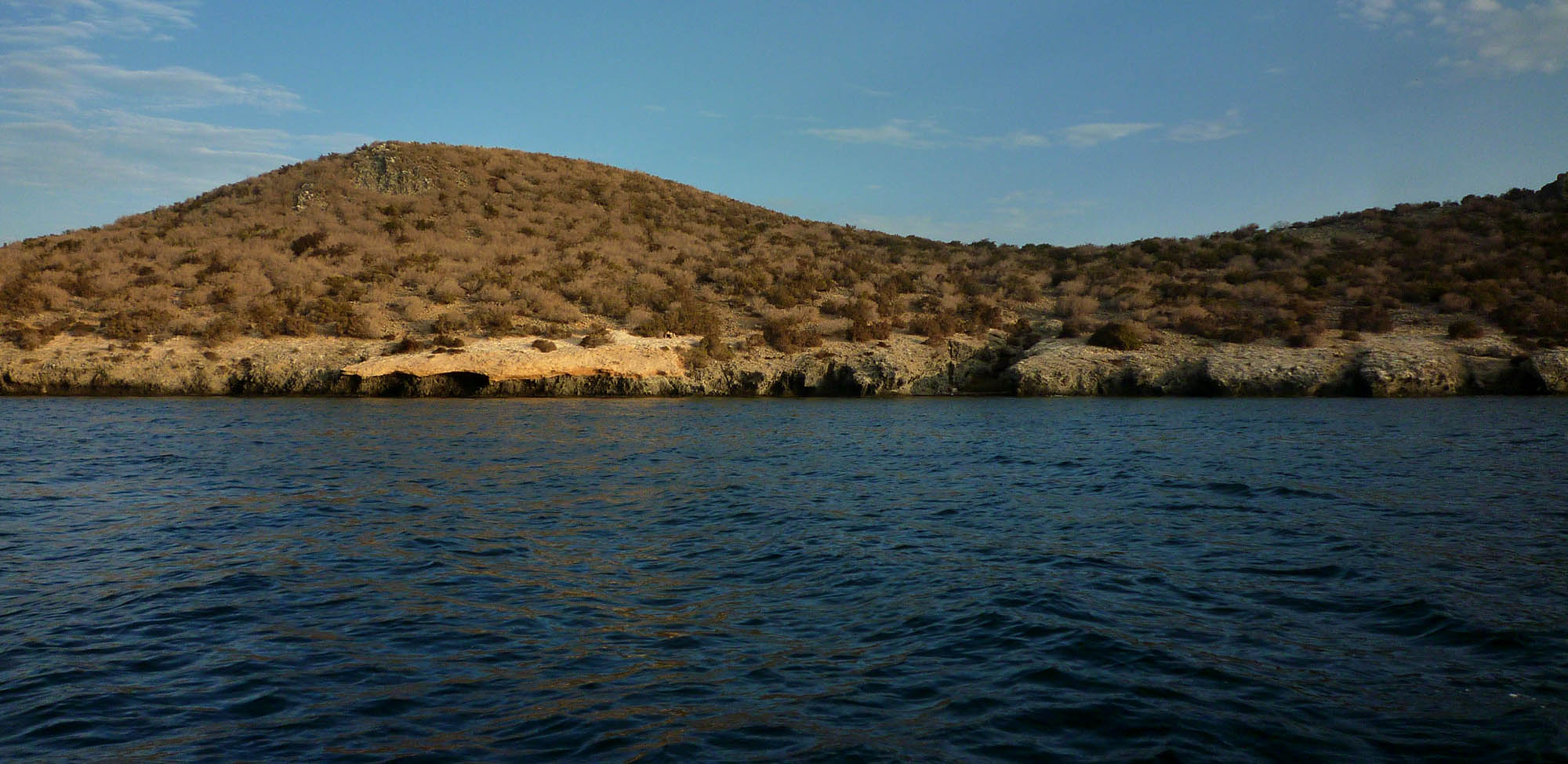
Isla Perdiguera.
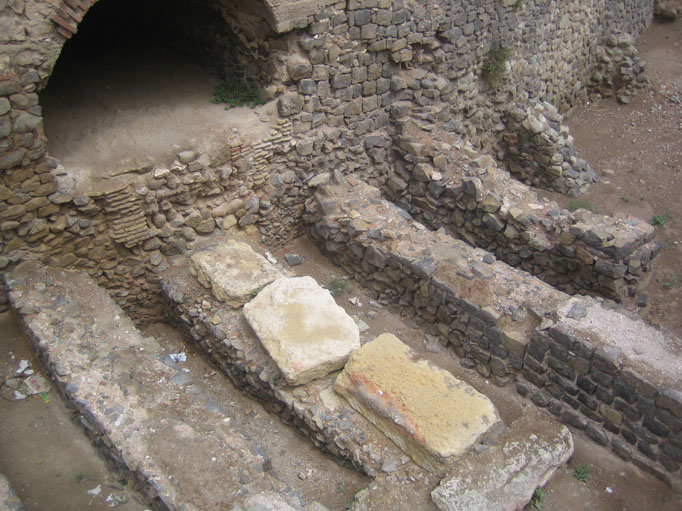
Andesitas volcánicas utilizadas en la construcción del anfiteatro romano de Cartagena.